# Les Bons Villers
Les Bons Villers (valonă Les Bons Viyés) este o comună francofonă din regiunea Valonia din Belgia. Comuna Les Bons Villers este formată din localitățile Frasnes-lez-Gosselies, Mellet, Rèves, Villers-Perwin și Wayaux. Suprafața sa totală este de 42,55 km². La 1 ianuarie 2008 avea o populație totală de 8.994 locuitori. 
Comuna Les Bons Villers se învecinează cu comunele Genappe, Villers-la-Ville, Fleurus, Charleroi, Pont-à-Celles și Nivelles.
1. ↑  GeoNames, accesat în 9 iulie 2017